# جک دونگارا

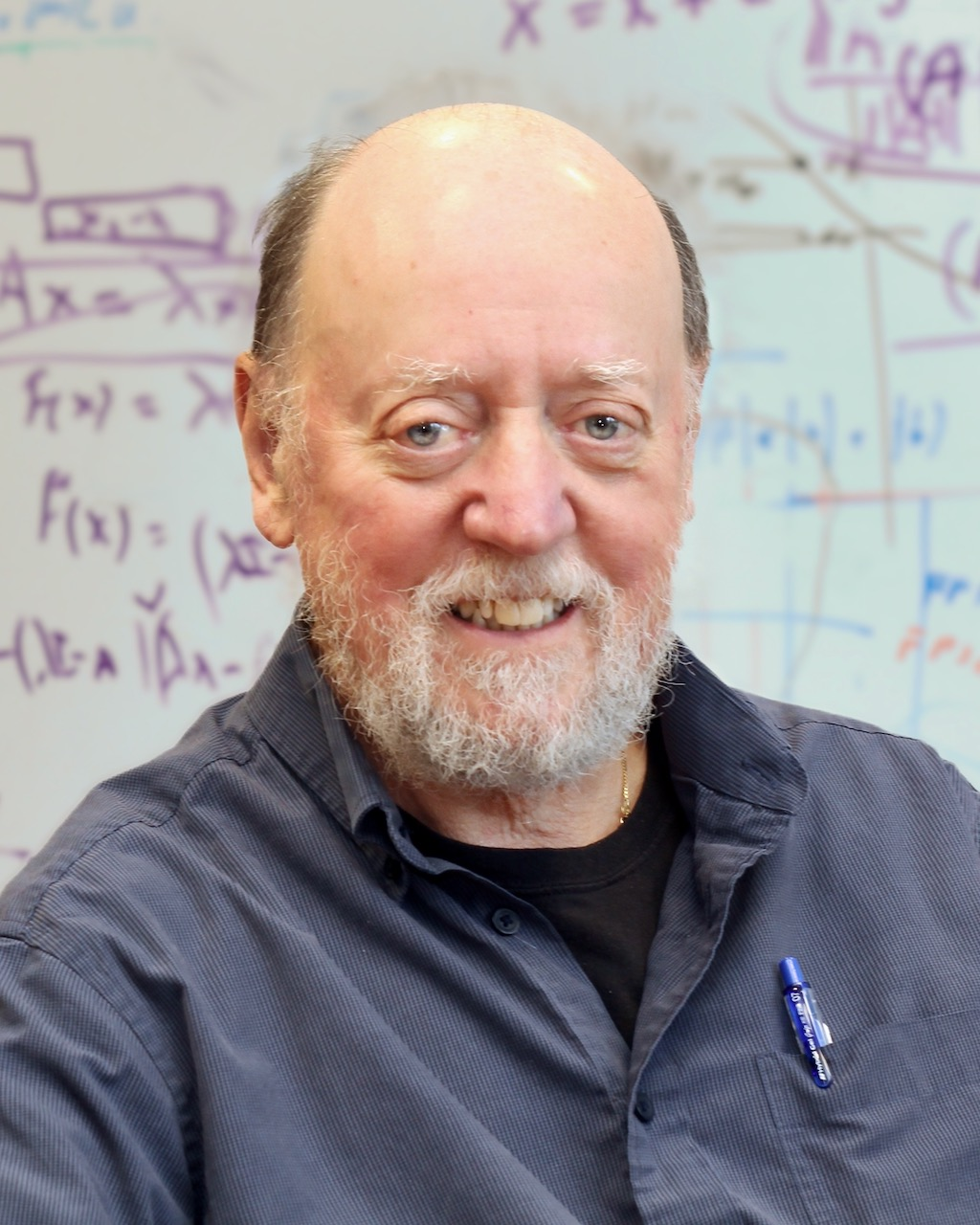

جک جوزف دونگارا (به انگلیسی: Jack Dongarra) (زاده ۱۸ ژوئیه ۱۹۵۰) (FRS) یک دانشمند رایانه آمریکایی است. او استاد برجسته علوم رایانه دانشگاه آمریکایی در گروه مهندسی برق و علوم رایانه در دانشگاه تنسی است. او دارای سمت یکی از اعضای برجسته پژوهشی در بخش علوم رایانه و ریاضیات در آزمایشگاه ملی اوک ریج، بورسیه تورینگ در دانشکده ریاضیات در دانشگاه منچستر، و استاد کمکی در گروه علوم رایانه در دانشگاه رایس است. دونگارا به عنوان عضو هیئت علمی در مؤسسه مطالعات پیشرفته دانشگاه A&M تگزاس (۲۰۱۴–۲۰۱۸) خدمت کرد. دونگارا مدیر مؤسس آزمایشگاه محاسبات نوآورانه در دانشگاه تنسی است.
وی در سال 2022 برای پژوهش در زمینه پردازش با کیفیت بالا (HPC) برنده جایزه تورینگ شد.

## تحصیلات
دونگارا در سال ۱۹۷۲ مدرک لیسانس ریاضیات را از دانشگاه ایالتی شیکاگو و در سال ۱۹۷۳ مدرک کارشناسی ارشد علوم رایانه را از مؤسسه فناوری ایلینوی دریافت کرد. در سال ۱۹۸۰ دکترای فلسفه خود را زیر نظر کلیو مولر در ریاضیات کاربردی از دانشگاه نیومکزیکو دریافت کرد.